# Arabis kennedyae
Arabis kennedyae  (лат.) — вид цветковых растений рода Резуха (Arabis) семейства Капустные (Brassicaceae).
Этот вид растений впервые был обнаружен ботаником Эммелиной Кеннеди в 1938 году у местечка Ксероколимбос (греч. Ξεροκόλυμπος), описан в 1962 году автором «Флоры Кипра» ирландским ботаником Робертом Десмондом Мейкле.
Видовой эпитет растению дан в честь Эммелины Кеннеди.
Эндемик Кипра. Встречается на высотах 900—1 350 метров над уровнем моря на склонах горы Трипилос в горной системе Троодос.
Произрастает в средиземноморских зарослях кустарников. Находится под угрозой исчезновения из-за сокращения мест обитания.
Однолетнее или двулетнее травянистое растение от 5 до 30 см в высоту, заселяет скалистые склоны. Предпочитает затенённые участки у воды, часто селится в тени дуба ольхолистного (Quercus alnifolia) и сосны калабрийской (Pinus brutia). В более влажные годы растение лучше переживает период летней засухи. Семена распространяются ветром или разносятся водами окрестных ручьёв и рек. В связи с зависимостью длительности жизни растения от погодных условий численность популяции сильно меняется из года в год, в связи с чем возникают сложности при мониторинге состояния вида.